# Óxido de manganeso(VII)
El óxido de manganeso(VII), también conocido como heptaóxido de dimanganeso, es un compuesto químico. El manganeso está en su estado de oxidación +7. Su fórmula química es Mn2O7. Este es el único compuesto de manganeso en estado de oxidación +7 que no es un permanganato. Es un aceite de color rojo oscuro o verde. Es un poderoso agente oxidante. Es un explosivo peligroso. Se produce mediante la reacción entre ácido sulfúrico y permanganato de potasio. Produce dióxido de manganeso y oxígeno cuando explota. Esta reacción puede producir ozono, un poderoso agente oxidante. Puede detonarse golpeándola o reaccionando con algunos compuestos  orgánicos como el alcohol.